# 13th Floor Elevators
A The 13th Floor Elevators egy amerikai pszichedelikus rock/garázsrock/acid-rock/garázspunk együttes volt. 1965-ben alakult meg a texasi Austinban, 2015-ben feloszlott. Tagjai: Roky Erickson, Tommy Hall, Stacy Sutherland, John Ike Walton, Benny Thurman, Ronnie Leatherman, Danny Thomas, Danny Galindo és Duke Davis.
A zenekar a legelső pszichedelikus rockzenekarok között volt. Pályafutásuk alatt négy nagylemezt, négy box set-et és három válogatáslemezt jelentettek meg. A nagylemezek közül a legelső bekerült az 1001 lemez, amit hallanod kell, mielőtt meghalsz című könyvbe. Roky Erickson 2019-ben elhunyt, 71 éves korában.

## Diszkográfia
- The Psychedelic Sounds of the 13th Floor Elevators (1966)
- Easter Everywhere (1967)
- Live (1968)
- Bull of the Woods (1969)